# Duberria variegata
Duberria variegata — вид змій родини Pseudoxyrhophiidae. Мешкає в Мозамбіку і Південно-Африканській Республіці.

## Поширення і екологія
Duberria variegata мешкають в прибережних районах на півдні Мозамбіку та на північному сході ПАР, від Іньямбане на південь до затоки Ричардс. Вони живуть на луках, в лісах і рідколіссях, в садах і саванах.